# Cantone di Serrières
Il Cantone di Serrières era una cantone francese dell'arrondissement di Tournon-sur-Rhône.
A seguito della riforma approvata con decreto del 13 febbraio 2014, che ha avuto attuazione dopo le elezioni dipartimentali del 2015, è stato soppresso.

## Composizione
Comprendeva i comuni di:
- Andance
- Bogy
- Brossainc
- Champagne
- Charnas
- Colombier-le-Cardinal
- Félines
- Limony
- Peaugres
- Peyraud
- Saint-Désirat
- Saint-Étienne-de-Valoux
- Saint-Jacques-d'Atticieux
- Savas
- Serrières
- Thorrenc
- Vinzieux